# Nesbit
Nesbit es un área no incorporada ubicada en el condado de DeSoto en el estado estadounidense de Misisipi. Nesbit se encuentra aproximadamente a (11,2 km) al sur de Horn Lake y aproximadamente a (8 km) al norte de Hernando.

## Geografía
Nesbit se encuentra ubicado en las coordenadas 34°52′54″N 90°00′31″O / 34.88167, -90.00861.

## Personalidades destacadas
- Kenny Brown, guitarrista de blues (nacido en 1953 en Selma, Alabama; criado en Nesbit)
- Joe Callicott, cantante de blues y guitarrista (1900-1969; nació y vivió en Nesbit)[3]
- Jerry Lee Lewis, cantante de rock and roll y pianista (1935-2022; residió en Nesbit gran parte de su vida)[4][5][6]
- Olivia Holt, actriz (nacida en 1997 en Germantown, Tennessee; criada en Nesbit)[7]